# X-Men: Messiah Complex
X-Men: Messiah Complex es un crossover, que involucra a la línea de los X-Men, de la editorial Marvel Comics. Se comenzó a publicar el 31 de octubre de 2007 y culminó en enero de 2008. Es el apogeo de los desastrosos eventos de House of M y Decimation, en los que la población de mutantes, antes de millones, quedó reducida a unos cientos.

## Descripción
Los editores de Marvel Nick Lowe y Axel Alonso, ofrecieron una conferencia de prensa, publicada por Comic News International en donde describieron a X-Men: Messiah Complex como el evento más grande de los X-Men en 15 años. Asimismo dijeron que el cómic sería fácil de comprender por los nuevos lectores. Se producirán traiciones y algunos personajes morirán.

## Historia
Desde House of M, no se ha producido la aparición de nuevos mutantes, por lo que el Homo Superior está abocado a la extinción. En Messiah Complex, por primera vez en años, aparece un nuevo mutante. Distintos grupos van a su persecución, los X-Men, los Purificadores, los Merodeadores, Depredador X, los Reavers y los Acólitos en una lucha constante para ver cual de todos lo encuentra primero.

## Contexto
En un mundo desprovisto de mutantes, en el que sólo quedan 198 de ellos, los Purificadores, liderados por el Reverendo William Stryker, se embarcan en una "guerra santa", creyendo que los mutantes son los hijos del demonio y por lo tanto deben ser exterminados. En nombre de sus creencias, asesinan a varios de los estudiantes de la Mansión X y ordenan la creación del Depredador X, un monstruo carnívoro que rastrea y asesina mutantes para alimentarse con su "gen X".
Siniestro reúne nuevamente a los Merodeadores, su equipo personal de mutantes formado por Malicia, que posee el cuerpo de Centinela Omega, además de algunos exmiembros de los X-Men como Gambito, Fuego Solar, Lady Mente Maestra y Mística. Siniestro se asocia con Éxodo y sus Acólitos (Cargill, Tempo, Unuscione, y Random).
Siguiendo las órdenes de Siniestro, los Merodeadores intentan eliminar a los X-Men y capturan a Rogue; los Acólitos atacan la Mansión X y dejan en coma a Blindfold. El Diario de Destino es robado y Bala de Cañón y el Hombre de Hielo van en su búsqueda, pero fallan. El diario contiene dentro los conocimientos de posibles futuros, por lo que los planes de Siniestro consisten en destruirlo. Los X-Men fracasan y el diario, que podría haberlos ayudado a conocer las verdaderas intenciones de Siniestro, es destruido.

## Argumento
Charles Xavier, en un intento de averiguar si ha aparecido algún mutante nuevo, se conecta a Cerebro, y mientras habla con Bestia, siente un gran dolor que le obliga a quitarse el casco que lo conecta a la máquina que detecta, por primera vez desde House of M, a un nuevo mutante en Cooperstown, Alaska. Los circuitos de Cerebro son dañados por la aparición. Los X-Men se reúnen y horas más tarde se encuentran volando hacia Alaska. El grupo cree que puede ser una trampa ya que Emma Frost, no capta ningún pensamiento. Sus peores temores son confirmados cuando llegan a la escena, en llamas. En un principio creen que la manifestación de los poderes del mutante pudo ocasionar esa devastación. Se disponen a ayudar a los sobrevivientes y encuentran los cuerpos de algunos Purificadores y de dos Merodeadores, por lo que sospechan que el lugar fue escenario de una batalla entre ambos bandos. Una joven con una pequeña en brazos, fallecida a causa de quemaduras, aparece, y Emma logra tranquilizarla. Lee su mente y confirma que fueron los Purificadores quienes iniciaron la destrucción, concentrándose en los más pequeños y asesinándolos. Los Merodeadores llegaron también al lugar y se enfrentaron a los Purificadores. Ambos equipos se dirigían al hospital. Emma cree que fue un nacimiento mutante, y que esa fue la razón del enfrentamiento entre ambos grupos. Cuando los X-Men llegan al hospital lo confirman, solo hay dos bebes, asesinados, de tres. El grupo, sin nada más por hacer, regresa a la Mansión. Mientras tanto de nuevo en Cooperstown, el Depredador X, devora los restos de los Merodeadores en un intento por saciar su hambre.
Al Instituto llegaron Rictor y Jamie Madrox, a petición de Cíclope. Layla Miller también llegó a la Mansión, sin ser invitada, con la excusa de que necesitaba estar ahí por Madrox. Cíclope, tras solicitar su ayuda, pide a Ríctor que se haga pasar por un Purificador, ya que, al haber desaparecido sus poderes tras el Día M, podría pasar desapercibido. Entre tanto, el Profesor X y la Bestia siguen reparando a Cerebro. En busca del paradero de los Merodeadores, que probablemente secuestraron al nuevo mutante, Wolverine, Nightcrawler, Arcángel y Coloso luchan con algunos Acólitos en busca de Exodus, que recientemente se unió al equipo de Mr. Siniestro. Emma informa a Cíclope que Logan obtuvo la posible ubicación de los Merodeadores, así como que los estudiantes se sienten mal por no poder hacer nada para ayudar a su especie.
Rictor, buscando ganar la confianza de los Purificadores, salva a uno de ellos de ser atacado por Wolfbane, disparándole cartuchos falsos de pintura roja y ahuyentándola.

## Números
La presente es una lista en orden cronológico de los eventos ocurridos en este crossover:

### Octubre de 2007
- Número 1: X-Men: Messiah Complex.

### Noviembre de 2007
- Número 2: Uncanny X-Men N° 492
- Número 3: X-Factor N° 25
- Número 4: New X-Men N° 44
- Número 5: X-Men N° 205

### Diciembre de 2007
- Número 6: Uncanny X-Men N° 493
- Número 7: X-Factor N° 26
- Número 8: New X-Men N° 45
- Número 9: X-Men N° 206

### Enero de 2008
- Número 10: Uncanny X-Men N° 494
- Número 11: X-Factor N° 27
- Número 12: New X-Men N°46
- Número 13: X-Men N° 207